# Greenwich (Connecticut)
Greenwich, Connecticut er en by i det sydvestlige Fairfield County, Connecticut, USA. Ved folketællingen i 2020 havde byen en samlet befolkning på 63.518. Greenwich er den største by på Connecticuts Gold Coast og er hjemsted for mange finansielle servicevirksomheder. Greenwich er et hovedsamfund ("principal community") i området Bridgeport–Stamford–Norwalk–Danbury, som omfatter hele Fairfield County.
Greenwich er den sydligste og vestligste kommune i Connecticut såvel som i seksstatsregionen New England. Byen er opkaldt efter Greenwich, en bydel − en "royal borough" − i London i Storbritannien.